# یواس‌اس ودت (۱۹۱۴)
یواس‌اس ودت (۱۹۱۴) (به انگلیسی: USS Vedette (1914)) یک کشتی بود که طول آن ۳۲ فوت (۹٫۸ متر) بود. این کشتی در سال ۱۹۱۴ ساخته شد.